# Piero Raimondo Zacosta

Piero Raimondo Zacosta
Kupferstich um 1725

Großmeisterwappen von Piero Raimondo Zacosta

Piero Raimondo Zacosta (auch Pedro Raimundo Zacosta, Petrus Raimundus Zacosta, Raymundus Zacosta) († 21. Februar 1467 in Rom) war ein aragonesischer Adliger und vom 24. August 1461 bis zu seinem Tod der 38. Großmeister des Johanniterordens.
Vor seiner Wahl zum Großmeister war er innerhalb der Zunge von Aragón ab 1444 Kastellan von Amposta.
Er starb 1467 während eines Besuches bei Papst Paul II. in Rom und wurde im Petersdom beigesetzt.